# Bataille de la Nedao
La bataille de la Nedao qui a lieu en 454 en Pannonie, oppose les Huns dirigés par les fils d'Attila à des Gépides dirigés par Ardaric et à des Ostrogoths. Elle survient à la suite de la mort d'Attila au début de 453 et est une étape dans la dislocation de l'Empire hunnique en Europe. 
La principale source ancienne concernant cette bataille est l'ouvrage de Jordanès, écrit au VIe siècle, l'Histoire des Goths. 
Elle tire son nom d'une rivière ainsi nommée par Jordanès (« flumen, cui nomen est Nedao »), peut-être un affluent de la Save.

## Contexte: les suites de la mort d'Attila
Dans les années 440, l'Empire hunnique dirigé par Attila depuis 434 domine l'Europe au nord du Danube et à l'est du Rhin, créant une menace sérieuse pour l'Empire romain d'Orient, puis pour l'Empire romain d'Occident. Mais les offensives d'Attila en Gaule en 451, puis en Italie en 452, sont des échecs. Sa mort inopinée en 453 provoque une crise.
En effet, ses fils, Ellac, Ernakh et Dengitzic, se lancent dans un conflit de succession. Compte tenu de l'affaiblissement du pouvoir qui en résulte, plusieurs chefs germains, alliés ou soumis aux Huns, mettent fin leur allégeance. 
Le principal d'entre eux est le roi des Gépides Ardaric. Le rôle de l'Ostrogoth Valamir est moins clair : selon la tradition, il combat les Huns, mais ce n'est plus considéré comme absolument certain par les historiens contemporains. 

## La bataille

### Forces en présence
Il semble que les Alains (qui ne sont pas d'origine germanique, mais iranienne) combattent aux côtés des Huns. 
Aux côtés des Gépides, se trouvent outre les Ostrogoths, des Skires, des Hérules et des Ruges.

### Déroulement
Au soir de la bataille, Ardaric connaît le triomphe de la victoire.

## Suites
Ardaric confirme l'année suivante la victoire de la Nedao en battant Ellak, fils aîné d'Attila.
Ses frères se retirent en direction de la mer Noire et essaient (vers 465) de négocier avec l'empereur d'Orient, Léon Ier, mais celui-ci refuse tout accord. Dengitzic est tué au combat en 469. 
Les Huns cessent alors de se manifester en Europe et on ne sait rien sur le destin ultérieur d'Ernakh.